# Zvole (kraj Wysoczyna)
Zvole – miejscowość i gmina (obec) w Czechach, w kraju Wysoczyna, w powiecie Zdziar nad Sazawą. W 2022 roku liczyła 659 mieszkańców.